# Agathokleia
Agathokleia Theotropos (Tiếng Hy Lạp: Ἀγαθόκλεια Θεότροπος, Theotropa có nghĩa là "Giống như Nữ thần") là một nữ hoàng của vương quốc Ấn-Hy Lạp, bà cai trị các vùng đất nằm ở miền bắc Ấn Độ và làm nhiếp chính cho con trai mình Strato I.

## Niên đại và phả hệ
Theo quan điểm truyền thống được Tarn đề xuất và được bảo vệ vào cuối năm 1998 bởi Bopearachchi, thì Agathokleaia là góa phụ của Menander I. Trong cuộc nội chiến sau cái chết của Menander, đế quốc Ấn-Hy Lạp đã bị tan rã, và Agathokleia cùng với người con trai còn nhỏ tuổi của bà là Strato đã tự cai trị tại các lãnh thổ phía đông của Gandhara và Punjab.
Quan điểm hiện đại, được bảo vệ bởi R.C. Senior và có thể đáng tin hơn bởi vì nó được dựa vào những phân tích tiền tệ học, cho thấy rằng Agathokleia là một nữ hoàng thuộc giai đoạn sau, có lẽ cầm quyền vào khoảng 110-100 TCN hoặc hơi sau đó. Trong trường hợp này, Agathokleia có lẽ chính là góa phụ của một vị vua khác, có thể là Nicias hoặc Theophilos.
Trong cả hai trường hợp, Agathokleia là một trong những phụ nữ đầu tiên cai trị một vương quốc Hy Lạp, trong thời gian sau triều đại của Alexander Đại đế.
Một số thần dân của bà có thể đã miễn cưỡng chấp nhận một vị vua trẻ với một hoàng hậu nhiếp chính: không giống như các vương quốc Ptolemaios và Seleukos, hầu như tất cả các vị vua Ấn-Hy Lạp đã được mô tả là người đàn ông trưởng thành. Điều này có lẽ là bởi vì các vị vua đã được yêu cầu chỉ huy quân đội, như có thể được thấy trên đồng tiền của họ, nơi họ thường được miêu tả với mũ giáp bảo vệ và giáo. Agathokleia dường như miêu tả bản thân mình tương tự thần Athena, nữ thần của chiến tranh. Athena cũng là vị thần triều đại của gia đình của Menander, và vị trí nổi bật của Agathokleia cho thấy rằng bà là con gái của một vị vua.
Các đồng tiền của Agathokleia và Strato đều là dạng song ngữ, và tên Agathokleia xuất hiện thường xuyên hơn trong các truyền thuyết Hy Lạp hơn so với Ấn Độ.
| Tiền triều: Menander I | Vua Ấn-Hy Lạp (Gandhara, Punjab) | Kế tục: Strato I |